# Molenpoort (Maastricht)
De Molenpoort, vroeger ook wel Hoendermaaspoort of Hoenrepoort genoemd, was een middeleeuwse stadspoort in de Nederlandse stad Maastricht. De poort was onderdeel van de eerste stadsmuur van Maastricht en was gelegen aan de oostzijde van de Hoenderstraat langs de Maas. De oorspronkelijke poort dateerde waarschijnlijk uit de 13e eeuw, maar werd in de loop der eeuwen diverse malen vernieuwd. De in 1705 herbouwde poort werd in 1850 afgebroken.

## Geschiedenis

### Bouw eerste middeleeuwse stadsmuur
Over het precieze bouwjaar van de oudste middeleeuwse stadsmuur van Maastricht is geen duidelijkheid. In 1229 gaf de hertog van Brabant toestemming om een stenen muur om de stad te bouwen. Eerder was er al een aarden wal opgeworpen met daarop palissaden, maar deze was door de bisschop van Luik, medeheer van het tweeherige Maastricht, verwoest tijdens het Beleg van Maastricht (1204). Waarschijnlijk werd in 1229 begonnen met de bouw van stenen stadspoorten en waltorens, met elkaar verbonden door aarden wallen die in de loop van de 13e eeuw geleidelijk versteend werden. De nieuwe muur op de linker Maasoever bestond uit kolenzandsteen, strekte zich uit over een lengte van ongeveer 2,4 kilometer, was 6 à 8 meter hoog en had in totaal dertien stadspoorten, twee waterpoorten en een onbekend aantal muurtorens. Van de grotere poorten is alleen de Helpoort overgebleven.
De Molenpoort werd misschien al omstreeks 1230 gebouwd, maar wordt pas voor het eerst genoemd in 1373 in een schepenbrief van het kapittel van de Onze-Lieve-Vrouwekerk. De poort was onderdeel van de eerste middeleeuwse stadsmuur, die zich aan deze kant van de stad naar het noorden toe langs de Maas uitstrekte in de richting van de Veerlinxpoort en naar het zuiden toe in de richting van de Jodenpoort en de Sint-Servaasbrug. Als secundaire stadspoort gaf de Molenpoort vanaf de Hoenderstraat toegang tot de Maaskade en de hier afgemeerde schipmolens.

### De Molenpoort vanaf de 15e eeuw

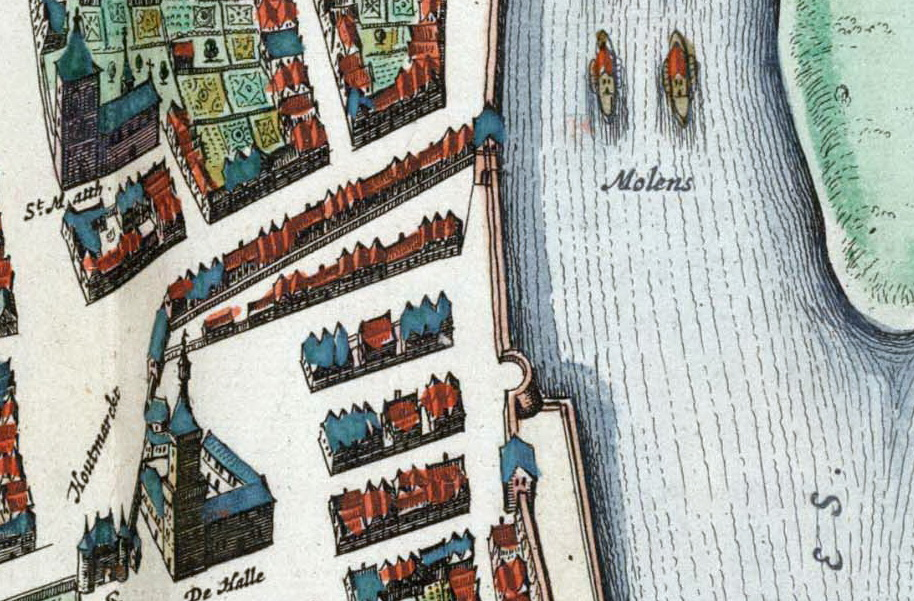
De Maaskade tussen Veerlinxpoort en Molenpoort (Atlas van Loon, 1652)

Na de ingebruikname van de tweede stadsomsluiting in 1380 fungeerde de eerste muur nog enkele eeuwen als reserveverdedigingslinie. Voor de Molenpoort veranderde er in feite weinig, aangezien de oude stadsmuur langs de Maas, inclusief de bestaande poorten, onderdeel werd van de nieuwe enceinte (omsluiting).
De poort wordt genoemd in de raadsverdragen van Maastricht van 1466 als het "Peter Toumsportken geheiten die Hoenreport". In 1597 werd een korenwaag ingericht "bij de Hoenderpoort". Niet duidelijk is of deze waag, waar de korenaccijns moest worden afgedragen, in of naast de Molenpoort was. Tussen 1654 en 1657 werden reparatiewerkzaamheden uitgevoerd aan de poort en het aansluitende muurgedeelte. De magistraat probeerde de kosten tevergeefs te verhalen op de Staten-Generaal met het argument dat deze ook de vernieuwing van de muur na het beleg van 1632 had betaald. In 1693 en 1709 moesten opnieuw stukken muur bij de Molenpoort worden hersteld.
Over het uiterlijk van de Molenpoort kan weinig met zekerheid gezegd worden. Op het stadspanorama van Simon de Bellomonte uit omstreeks 1570 is de oude Molenpoort van de Maaszijde te zien als een eenvoudige poortopening in de muur. Voor de poort ligt een trappartij die toegang geeft tot de kade en een zestal in de Maas afgemeerde schipmolens. Op de plattegrond van Maastricht in de Atlas van Loon uit 1652, gebaseerd op oudere kaarten van Braun en Hogenberg, is de Molenpoort ingetekend als een rechthoekig gebouw met een zadeldak, dat over de stadsmuur heen gebouwd is. De poort onderscheidt zich nauwelijks van de andere Maaspoorten op de plattegrond.

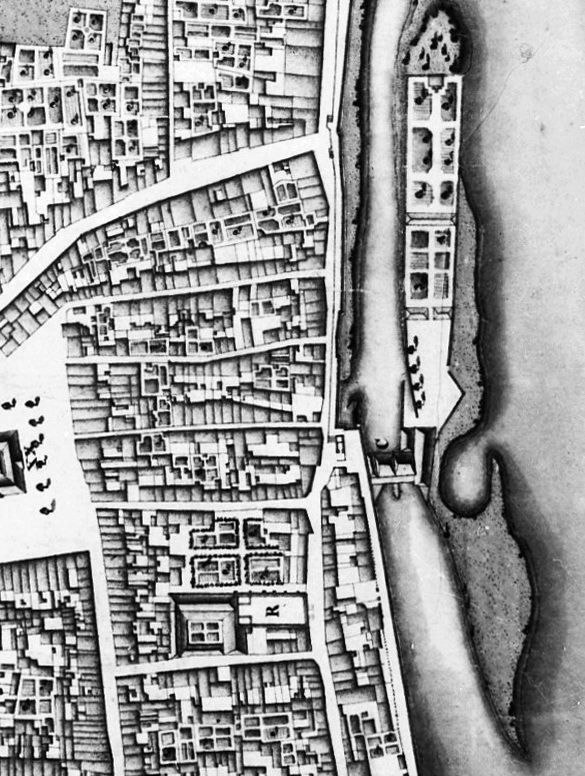
De Maasmolen tussen de nieuwe Molenpoort en het Maasmoleneiland (Larcher d'Aubencourt, 1749)

### Sloop van de stadspoorten
In het midden van de 17e eeuw luidde de afbraak van de Leugenpoort en de Gevangenpoort op de Houtmarkt (voor de bouw van het Stadhuis van Maastricht) de teloorgang van de eerste stadsmuur in. Al eerder was de Veerlinxpoort wegens bouwvalligheid gesloopt. In de loop van de 18e eeuw verdwenen ook de meeste andere poorten van de eerste stadsomsluiting: in 1734 de Tweebergenpoort (deels), de Lenculenpoort en de Minderbroederspoort, in 1772 de Looierspoort.
Omstreeks 1705 werd tegenover de Molenpoort het Maasmoleneiland aangelegd. Op kaarten uit de 17e eeuw is dit langgerekte eiland niet te zien; wellicht is het op natuurlijke wijze ontstaan of is het (ten dele) aangelegd als een kunstmatig eiland. Boven de Maasarm tussen het eiland en de vaste wal werd een grote watermolen gebouwd ter vervanging van de oude schipmolens ter plaatse. Omdat tegelijkertijd een nieuwe kade (Bat) werd aangelegd, moest de Molenpoort worden vervangen door een nieuw poortgebouw. Op de kaart die de Franse vestingingenieur Jean-Baptiste Larcher d'Aubencourt in 1749 tekende als basis voor de Maquette van Maastricht, zijn de Maasmolen en de nieuwe Molenpoort duidelijk te herkennen.
Dat de Maasmuur voor problemen bleef zorgen, blijkt uit het feit dat in 1811 een ingestort stuk muur tussen de Molenpoort en de Maasbrug voor ruim 25.000 frank moest worden hersteld, terwijl negen jaar later het hele muurgedeelte moest worden afgebroken en opnieuw moest worden opgemetseld. Door de aanleg van het Kanaal Luik-Maastricht in 1847-'50 verdwenen  de Batpoort en de (tweede) Molenpoort. Over de afbraak zijn geen details bekend.
Na de opheffing van de vestingstatus van Maastricht op 29 mei 1867 werd de vesting in opdracht van het Ministerie van Oorlog ontmanteld, waarna de gronden werden overgedragen aan de Dienst der Registratie en Domeinen voor verdere sloop en herbestemming. De overgebleven stadspoorten van Maastricht, die onder de zeggenschap van het gemeentebestuur vielen, werden tussen 1867 en 1870 als eerste afgebroken. De afbraak van de stadsmuren ging nog door tot begin 20e eeuw. Door toedoen van Victor de Stuers en anderen bleven hier en daar delen van de eerste en tweede stadsmuur gespaard, waaronder de Helpoort.

## Cultuurhistorisch erfgoed

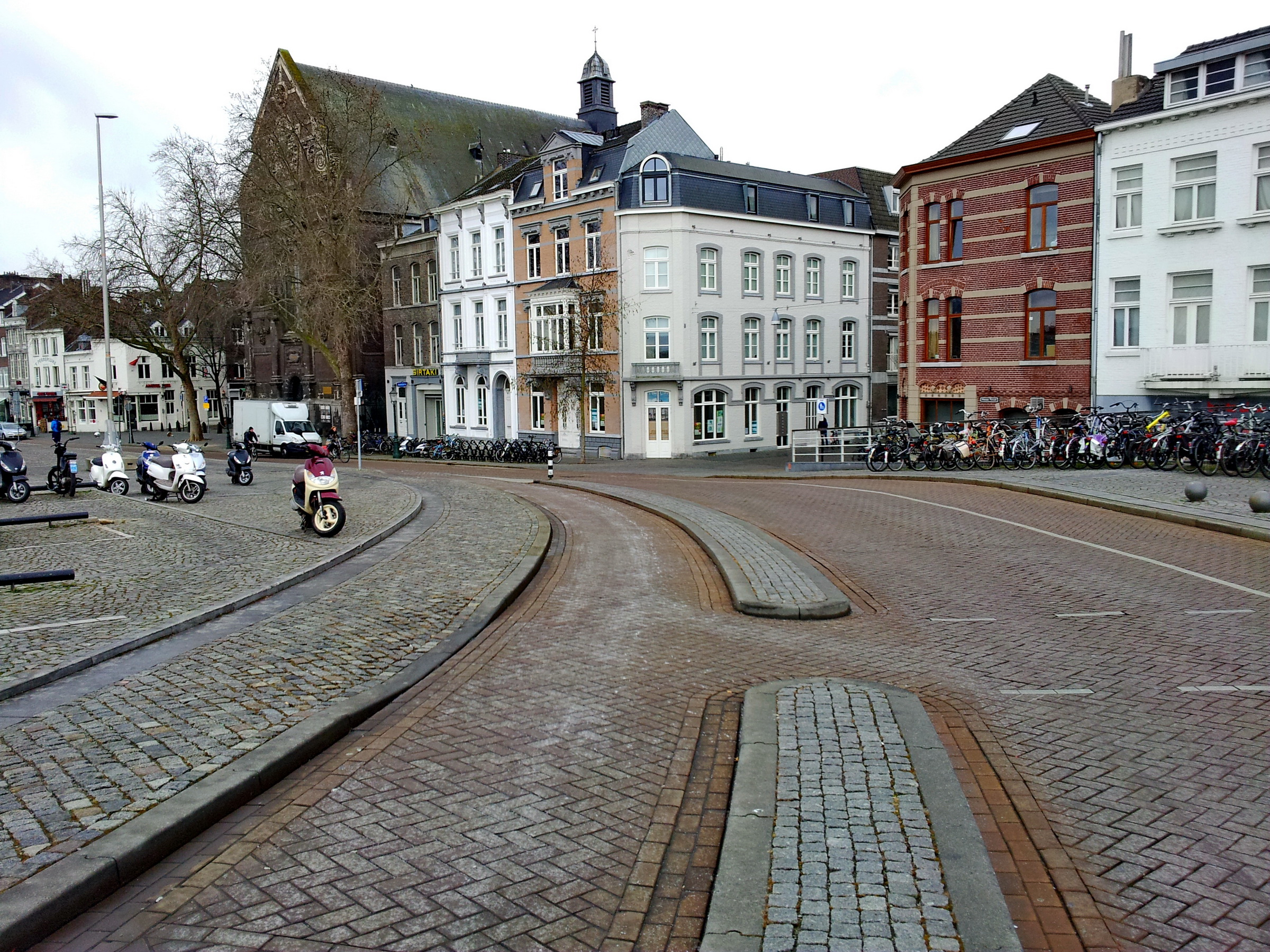
Locatie Molenpoort op de Maasboulevard (2005)

Van de Molenpoort is niets meer over. Bij de afbraak van de tweede Molenpoort omstreeks 1845 hebben geen opgravingen of opmetingen plaatsgevonden. Er bestaat geen enkele nauwkeurige tekening van de stadsmuur en de twee poorten die hier zes eeuwen lang het aanzicht van de stad bepaald hebben. Waar de Molenpoort stond ligt sinds 1965 de Maasboulevard. Ook de stadsmuur langs de Maas is in dit gedeelte van de stad geheel verdwenen. In de omgeving bevinden zich wel nog enige restanten van de stadsmuur achter de huizen aan de Kleine Gracht.